# Championnat de France de baseball Élite 2001
Navigation
2000 2002
L'édition 2001 du championnat de France de baseball Élite sacre les Lions de Savigny-sur-Orge. Il s'agit du troisième titre gagné par Savigny.

## Clubs
- Barracudas de Montpellier
- Paris Université Club
- Lions de Savigny-sur-Orge
- Tigers de Toulouse
- Cougars de Montigny
- INSEP

## Finale
Lions de Savigny-sur-Orge, Barracudas de Montpellier. 
Savigny est champion de France.

## Promotion/relégation
À l'issue de la saison, l'Élite passe de 6 à 9 huit clubs. Aucun club n'est relégué. Les Huskies de Rouen, le Cavigal Nice sports baseball et les Seagulls de Cherbourg sont promus.